# محمد محمود قبلاوي
محمد محمود قبلاوي، مخرج فلسطيني الأصل ويحمل الجنسية السويدية.

## حياته
رئيس مهرجان مالمو للسينما العربية ولد في مدينة دمشق في الجمهورية العربية السورية درس الإخراج في السويد، شغل مدير إدارة الإنتاج لقناة راديو وتلفزيون العرب القناة الأوروبية من ألمانيا، مدير عام لشركة أي أم بي السويدية. شارك في عدة مهرجانات عربية وعالمية ) حصل على براءة تقدير من نقابة الفنانين في سوريا في عام 2004. يعمل حاليا رئيس مهرجان مالمو للسينما العربية في السويد ومدير عام شركة التوزيع السينمائي (السينما العربية في السويد).

## أعماله
من أهم أعماله مسلسل الياسمين والاسمنت وهو مسلسل يجمع ممثلين من سوريا وألمانيا والسويد وله أكثر من 35 فيلماً وثائقياً منها: ( ثلاثة أشرعة نحو الشمس، السويد الوجه الآخر، لماذا أنا هنا ... )، كما أخرج أكثر من مئة وأربعين حلقة من برنامج (المجلة الأوروبية) وقام بإخراج عدة حفلات موسيقية لكبار الفنانين العرب.